# Franz Pösinger
Franz Pösinger (* 21. Dezember 1949 in Basel) ist ein Schweizer Plastiker und Grafiker.

## Werk

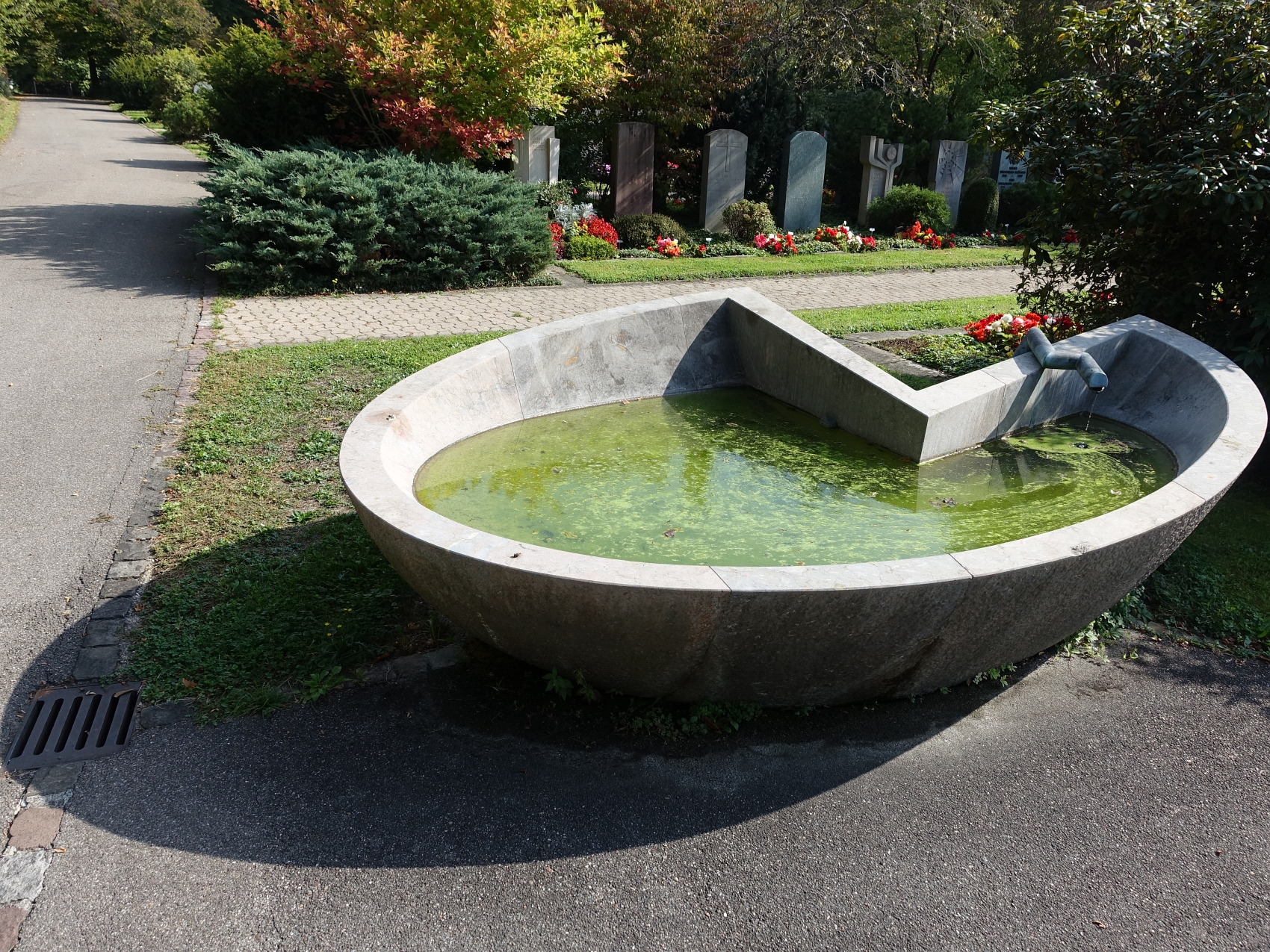
Brunnen auf dem Basler Friedhof am Hörnli

Pösinger wuchs in Basel auf, wo er auch lange Zeit lebte. Sein Werk umfasst Skulpturen, Reliefs, Wandbilder, Schmuck und Zeichnungen. Ein wichtiger Tätigkeitsbereich ist die Kunst im öffentlichen Raum. Seine Werke gingen u. a. aus Wettbewerben des Kunstkredits Basel-Stadt hervor. Pösinger nimmt seit 1975 regelmässig an Gruppenausstellungen teil. Zudem war er in der Kunstkreditkommission Basel-Stadt.
Seit 1996 lebt Pösinger in Chevenez im Kanton Jura.

## Werke (Auswahl)
- 1970–1974: Barocke Süssigkeiten, Wandgestaltung, Bläsischule, Basel
- 1977–1979: Für Nichtschwimmer, Wandgestaltung, Hallenschwimmbad Rialto, Basel
- 1981–1983: Brunnenanlage (zerstört), Schulhaus St. Johann, Basel

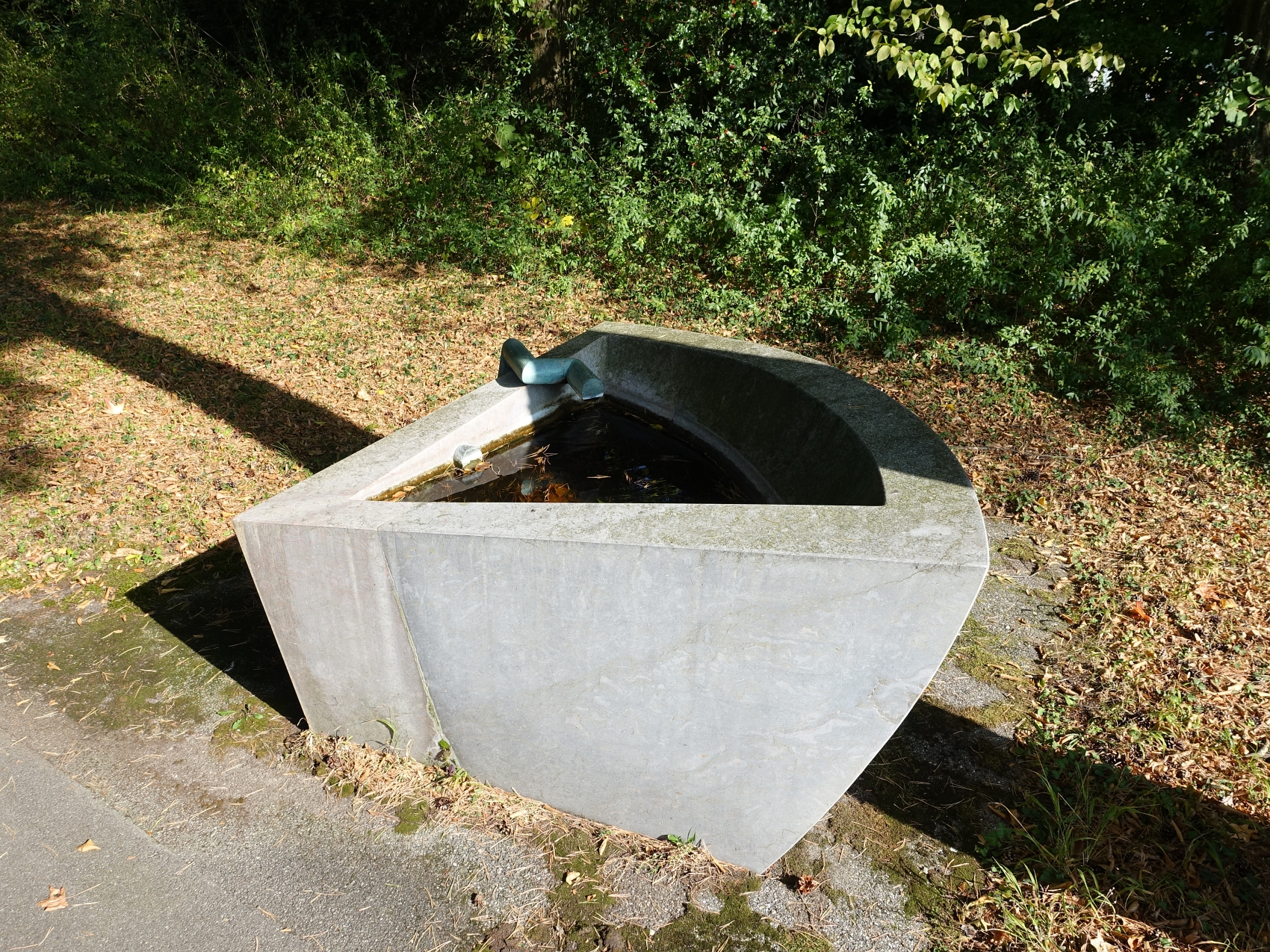
1985–1987: Zwei Brunnen, Friedhof am Hörnli, Basel
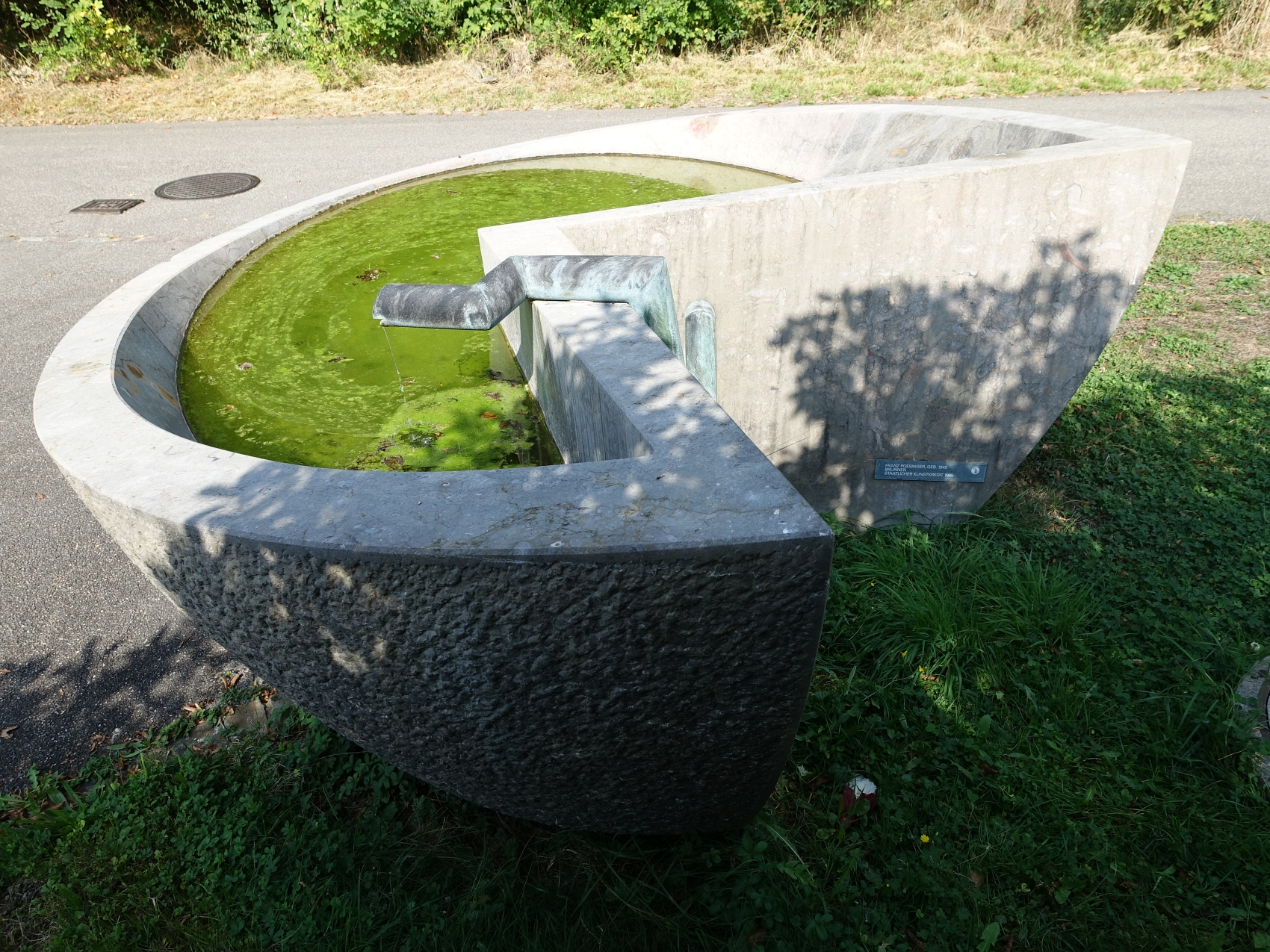
1985–1987, Friedhof am Hörnli
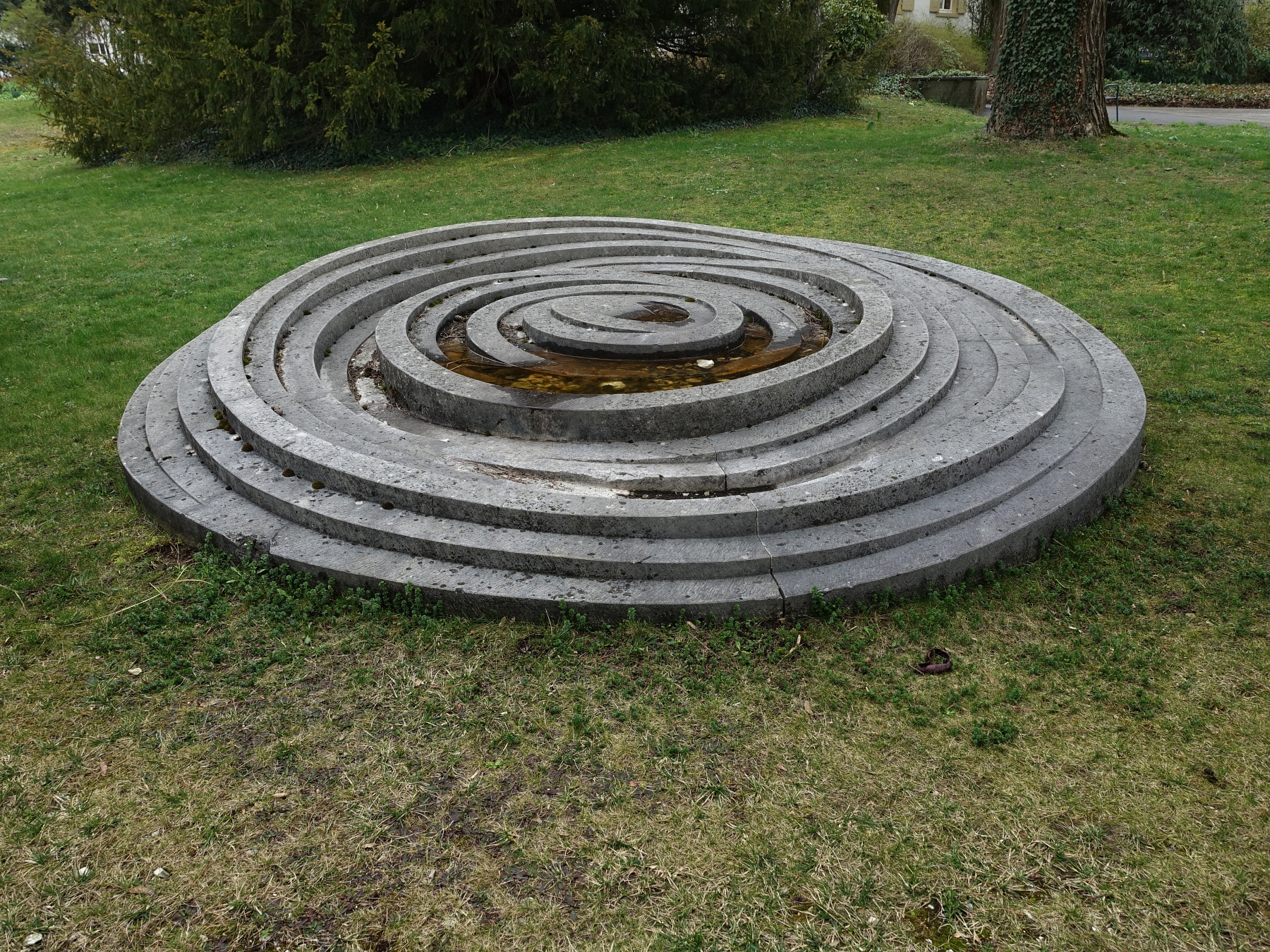
1988, Rotolo. Kantonsspital Baselland.
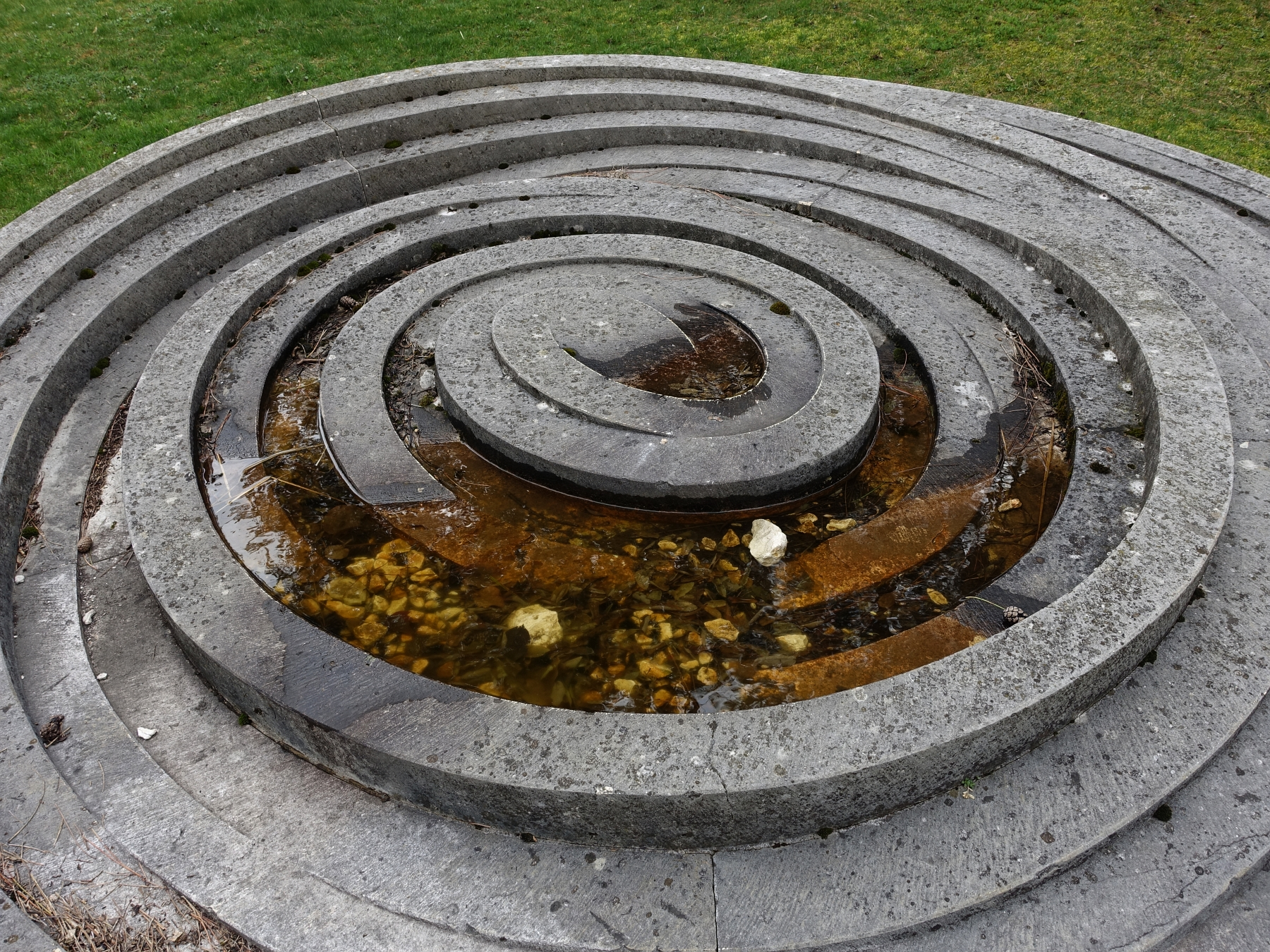
1988, Rotolo. Kantonsspital Baselland